# 라르고 윈치 2
라르고 윈치 2(Largo Winch 2)는 2011년 공개된 영화이다.

## 줄거리
W그룹의 회장 네리오 윈치가 암살을 당하고, 네리오가 지목한 후계자 라르고 윈치(토머 시슬리 분)가 W그룹을 이어 받는다. 세계가 라르고와 W그룹의 행보를 눈여겨보기 시작하는데, 라르고는 뜻밖의 결정을 내린다. 회사를 매각하고 그 수익으로 복지 재단을 설립하는 것. 아버지의 오랜 친구이자 전직 적십자 총수의 도움을 받아 라르고의 계획은 박차를 가하게 된다.한편, 그와 동시에 W그룹이 미얀마 군사 정권에 돈을 대주고, 미얀마에서 벌어진 민간인 대량 학살에도 개입되었다는 익명의 제보자가 등장한다. 여검사 다이안 프란켄(샤론 스톤 분)은 W그룹과 라르고의 비밀을 파헤치기 위해 접근하고, 이 사건으로 인해 W그룹의 가치는 폭락하고 헐값에 원수 같은 기업 라이벌에게 빼앗길 처지에 놓이게 된다. 회사의 명예를 지켜내고, 자신의 무고함을 입증하기 위해 라르고는 버마의 정글 한복판으로 향한다.

## 배역
- 토머 시슬리 - 라르고 윈치
- 샤론 스톤
- 울리히 투쿠르
- 나팍파파 낙프라시테
- 로랑 떼르지에프
- 니콜라스 바우데
- 올리비에 바르데레미
- 미키 마노즐로빅
- 클레멘스 쉬크
- 베로니카 로사티
- 애너톨 토브먼
- 니루트 시리챤야
- 드미트리 나자로브
- 엘리자베스 베네트 배우
- 샤를리에 뒤퐁
- 소니아 코울링
- 폴 도미니크 바차라신투